# Монтсеррат Гонсалес
Монтсеррат Гонсалес (ісп. Montserrat González; нар. 1 липня 1994) — колишня парагвайська тенісистка.
Найвищу одиночну позицію світового рейтингу — 150 місце досягла 12 вересня 2016, парну — 170 місце — 19 червня 2017 року.
Здобула 11 одиночних та 8 парних титулів туру ITF.
Найвищим досягненням на турнірах Великого шолома було 2 коло в одиночному розряді.
Завершила кар'єру 2021 року.

## Фінали ITF

### Одиночний розряд: 18 (11–7)
| Легенда         |
| --------------- |
| турніри $50,000 |
| турніри $25,000 |
| турніри $15,000 |
| турніри $10,000 |

| Фінали за покриттям |
| ------------------- |
| Тверде (4–2)        |
| Ґрунт (7–5)         |
| Трава (0–0)         |
| Килим (0–0)         |

| Результат | W–L  | Дата     | Турнір                            | Рівень | Покриття | Суперниця          | Рахунок             |
| --------- | ---- | -------- | --------------------------------- | ------ | -------- | ------------------ | ------------------- |
| Поразка   | 0–1  | Кві 2013 | ITF Сан-Паулу, Бразилія           | 10,000 | Ґрунт    | Роксане Вайзенберг | 4–6, 2–6            |
| Перемога  | 1–1  | Кві 2013 | ITF Вілья-Альєнде, Аргентина      | 10,000 | Ґрунт    | Констанса Веґа     | 6–4, 6–1            |
| Перемога  | 2–1  | Тра 2013 | ITF Villa María, Аргентина        | 10,000 | Ґрунт    | Каміла Сільва      | 6–3, 4–6, 6–3       |
| Перемога  | 3–1  | Тра 2013 | ITF Кінтана-Роо, Мексика          | 10,000 | Тверде   | Ана Софія Санчес   | 4–6, 7–6(4), 7–6(1) |
| Поразка   | 3–2  | Чер 2013 | ITF Кінтана-Роо, Мексика          | 10,000 | Тверде   | Ана Софія Санчес   | 3–6, 2–6            |
| Перемога  | 4–2  | Лип 2013 | ITF Сан-Жозе-дус-Кампус, Бразилія | 10,000 | Ґрунт    | Лаура Пігоссі      | 6–3, 6–2            |
| Перемога  | 5–2  | Вер 2013 | ITF Ламбаре, Парагвай             | 10,000 | Ґрунт    | Лорен Албанезе     | 6–2, 6–1            |
| Перемога  | 6–2  | Гру 2013 | ITF Mata de São João, Бразилія    | 25,000 | Ґрунт    | Каталіна Пелла     | 6–3, 6–1            |
| Поразка   | 6–3  | Кві 2014 | ITF Charlottesville, США          | 50,000 | Ґрунт    | Тейлор Таунсенд    | 2–6, 3–6            |
| Поразка   | 6–4  | Вер 2015 | ITF Монтеррей, Мексика            | 50,000 | Тверде   | Їсалін Бонавентюре | 1–6, 2–6            |
| Поразка   | 6–5  | Жов 2015 | ITF Букараманга, Колумбія         | 25,000 | Ґрунт    | Даніела Сегель     | 7–6(0), 3–6, 4–6    |
| Перемога  | 7–5  | Січ 2016 | ITF Гуаружа, Бразилія             | 25,000 | Тверде   | Сорана Кирстя      | 1–6, 7–6(5), 6–2    |
| Поразка   | 7–6  | Чер 2016 | Монпельє Open, Франція            | 25,000 | Ґрунт    | Джил Тайхманн      | 2–6, 6–7(6)         |
| Поразка   | 7–7  | Вер 2017 | ITF Charleston Pro, США           | 15,000 | Ґрунт    | Міхаела Баєрлова   | 6–2, 3–6, 3–6       |
| Перемога  | 8–7  | Гру 2017 | ITF Луке, Парагвай                | 15,000 | Тверде   | Ніка Кухарчук      | 1–6, 6–3, 6–0       |
| Перемога  | 9–7  | Бер 2018 | ITF Хаммамет, Туніс               | 15,000 | Ґрунт    | Ізабелла Шинікова  | 7–6(4), 6–2         |
| Перемога  | 10-7 | Кві 2018 | ITF Хаммамет, Туніс               | 15,000 | Ґрунт    | Леа Бошкович       | 2–6, 6–2, 6–2       |
| Перемога  | 11-7 | Бер 2019 | ITF Канкун, Мексика               | 15,000 | Тверде   | Емілі Епплтон      | 6–7(2), 6–1, 6–3    |

### Парний розряд: 16 (8–8)
| Легенда          |
| ---------------- |
| турніри $100,000 |
| турніри $80,000  |
| турніри $60,000  |
| турніри $25,000  |
| турніри $15,000  |
| турніри $10,000  |

| Фінали за покриттям |
| ------------------- |
| Тверде (1–2)        |
| Ґрунт (7–6)         |
| Трава (0–0)         |
| Килим (0–0)         |

| Результат | W–L | Дата     | Турнір                         | Рівень   | Покриття  | Партнерка              | Суперниці                                | Рахунок             |
| --------- | --- | -------- | ------------------------------ | -------- | --------- | ---------------------- | ---------------------------------------- | ------------------- |
| Перемога  | 1–0 | Кві 2013 | ITF Вілья-Альєнде, Аргентина   | 10,000   | Ґрунт     | Сара Хіменес           | Вікторія Босіо Аранса Салут              | 6–4, 6–0            |
| Поразка   | 1–1 | Чер 2013 | ITF Кінтана-Роо, Мексика       | 10,000   | Тверде    | Вікторія Босіо         | Маколл Гаркінс Зое Гвен Скандаліс        | 4–6, 6–3, [6–10]    |
| Поразка   | 1–2 | Вер 2013 | ITF Ламбаре, Парагвай          | 10,000   | Ґрунт     | Сара Хіменес           | Carla Bruzzesi Avella Кароліна Себальйос | 2–6, 5–7            |
| Поразка   | 1–3 | Гру 2013 | ITF Mata de São João, Бразилія | 25,000   | Ґрунт     | Кароліна Себальйос     | Паула Крістіна Гонсалвеш Лаура Пігоссі   | 2–6, 2–6            |
| Перемога  | 2–3 | Сер 2015 | ITF Сан-Луїс-Потосі, Мексика   | 15,000   | Тверде    | Ана Софія Санчес       | Марія Фернанда Алвеш Лаура Пігоссі       | 4–6, 6–3, [10–8]    |
| Поразка   | 2–4 | Жов 2015 | ITF Букараманга, Колумбія      | 25,000+H | Ґрунт     | Франсеска Сегареллі    | Александрина Найденова Даніела Сегель    | 2–6, 6–7(3)         |
| Перемога  | 3–4 | Лис 2015 | ITF Сантьяго, Чилі             | 10,000   | Ґрунт     | Ана Софія Санчес       | Каталіна Пелла Даніела Сегель            | 6–4, 7–6(3)         |
| Поразка   | 3–5 | Тра 2017 | ITF Сен-Годан, Франція         | 60,000   | Ґрунт     | Сільвія Солер Еспіноза | Чжан Кайчжень Хань Сіньюнь               | 5–7, 1–6            |
| Поразка   | 3–6 | Чер 2017 | ITF Brescia, Італія            | 60,000   | Ґрунт     | Ілона Кремінь          | Юлія Глушко Прісцілла Хон                | 6–2, 6–7(4), [8–10] |
| Перемога  | 4–6 | Чер 2017 | ITF Barcelona, Іспанія         | 60,000   | Ґрунт     | Сільвія Солер Еспіноза | Глушко Юлія Сергіївна Прісцілла Хон      | 6–4, 6–3            |
| Поразка   | 4–7 | Гру 2017 | ITF Луке, Парагвай             | 15,000   | Тверде    | Ана Софія Санчес       | Таїса Грана Педретті Ноелія Себальйос    | 2–6, 4–6            |
| Перемога  | 5–7 | Бер 2018 | ITF Хаммамет, Туніс            | 15,000   | Ґрунт     | Лаура Пігоссі          | Камілла Скала Ізабелла Шинікова          | 6–2, 6–0            |
| Поразка   | 5–8 | Кві 2018 | ITF Хаммамет, Туніс            | 15,000   | Ґрунт     | Джессіка Го            | Ванда Лукач Наталія Седліська            | 4–6, 5–7            |
| Перемога  | 6–8 | Чер 2018 | ITF Мадрид, Іспанія            | 25,000   | Ґрунт (i) | Ван Сю                 | Анастасія Прібилова Ралука Шербан        | 6–4, 7–6(4)         |
| Перемога  | 7–8 | Лип 2018 | ITF Порту, Португалія          | 25,000   | Ґрунт     | Лаура Пігоссі          | Крістіна Букша Раму Уеда                 | 7–5, 6–0            |
| Перемога  | 8–8 | Сер 2019 | ITF Ламбаре, Парагвай          | 15,000   | Ґрунт     | Ноелія Себальйос       | Фернанда Бріто Софія Луїні               | 6–0, 6–4            |

## Юніорські фінали турнірів Великого шолома

### Дівчата, парний розряд
| Результат | Рік  | Турнір                               | Покриття | Партнерка          | Суперниці                       | Рахунок          |
| --------- | ---- | ------------------------------------ | -------- | ------------------ | ------------------------------- | ---------------- |
| Поразка   | 2012 | Відкритий чемпіонат Франції з тенісу | Ґрунт    | Беатріс Аддад Майя | Дар'я Гаврилова Ірина Хромачова | 6–4, 4–6, [8–10] |